# 舌尖现象
舌尖现象（或者 TOT），也是常说的“话在嘴边”，是一种不能从记忆中回忆词语的现象，时常伴有部分回忆，但又焦急说不出的情况。这个现象名字的由来是英语中“It's on the tip of my tongue”这一说法。
经历舌尖现象的人通常能回忆起一或多个目标词语的特点，例如其中的一个字，与目标词语有相似读音或者意思的词语，甚至目标词语的一个音节。

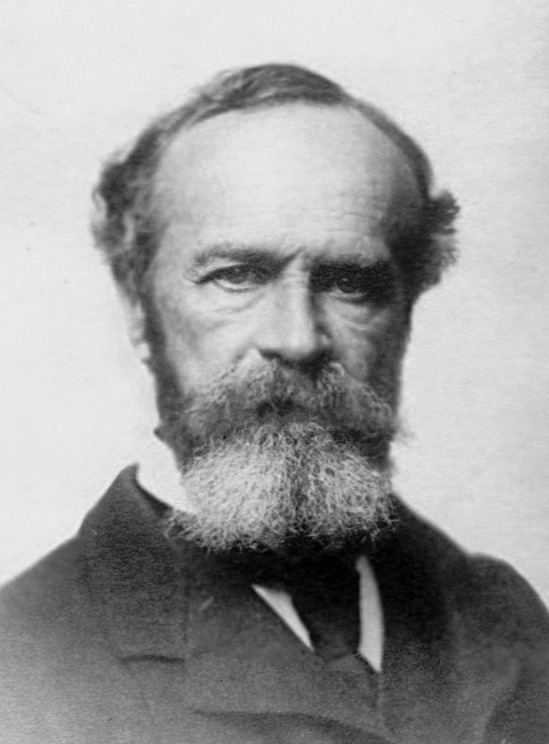
「舌尖现象」这个词语第一次被描述是在美国哲学家，心理学家威廉·詹姆士的《心理学原理》一文

## 历史
舌尖现象的来源是一句口头语，一个可能的借译是法语中的avoir le mot sur le bout de la langue（这个词就在我的舌头尖上）。舌尖现象（Tip of the tongue）这个词语第一次被描述是在美国哲学家，心理学家威廉·詹姆士的《心理学原理》一文。

## 普遍性
舌尖现象的出现不分男女性别。在青年、中年和老年时期都会出现，但是对于少儿时期的出现状况并没有相对的研究。教育程度不会影响舌尖现象的出现。单语言，多语言人群都有舌尖现象的出现，但是双语人群会在出现频率上有所不一。
很多语言都有对舌尖现象的解释和对应的名称，所以这表明它是跨文化的共同经验。

## 起因
有关舌尖现象的起因涉及到了语言心理学、元认知、记忆等各方面的知識，所以不同领域的研究者更倾向于不同的解释。

### 心理学起因
研究者都把舌尖现象看作是语句产生过程中的一种语言提取失败现象。所以很多学者用语言产生的模型来解释该现象，如部分激活假说和干扰假说。